# 福山市農業協同組合
福山市農業協同組合（ふくやましのうぎょうきょうどうくみあい、通称JA福山市）は、広島県福山市に本店を置く農業協同組合である。

## 概要
- 代表理事組合長：占部 浩道
- 本店所在地：広島県福山市花園町二丁目7番1号
- 店舗数：本所7部21課、支店32店舗、出張所16店舗、取次所3店舗、グリーンセンター・グリーン店18店舗

## 事業区域
- 福山市、府中市、神石郡神石高原町

## 沿革
- 1964年（昭和39年）3月 - JA福山市を設立。

## 主な特産品
- ブドウ、トマト、クワイ、柿、アスパラガス、桃、ホウレンソウ、イチジク、白ネギ

## 関連会社
- （株）協同瓦斯
- （株）JAファームふくやま